# Бажанов, Иван Михайлович
Иван Михайлович Бажанов (1896, Чистополь, Казанская губерния, Российская империя — 1938) — советский партийный и государственный деятель, и.о. ответственного секретаря Татарского областного комитета ВКП(б) (1924).

## Биография
Член РСДРП(б) с 1917 г.
- 1917 г. — член Чистопольского уездного комитета РСДРП(б) (Казанская губерния),
- 1918 г. — комиссар труда Чистопольского уезда,
- 1919—1920 гг. — на партийной работе в Донбассе,
- 1921—1923 гг. — ответственный секретарь Чистопольского кантонного комитета РКП(б),
- 1923—1925 гг. — заведующий организационно-инструкторским отделом Татарского областного комитета РКП(б)
- январь-март 1924 г. — и. о. ответственного секретаря Татарского областного комитета РКП(б),
- 1925—1927 гг. — председатель Татарской областной контрольной комиссии РКП(б) — ВКП(б),
- 1925—1927 гг. — народный комиссар рабоче-крестьянской инспекции Татарской АССР,
- 1927—1930 гг. — народный комиссар торговли Татарской АССР.

С 1931 г. — заместитель начальника управления мясной промышленности РСФСР.
Репрессирован, реабилитирован посмертно.